# كابرالس (أستورياس)
بلدية كابرالس (بالإسبانية: Cabrales) هي بلدية تقع في منطقة أستورياس شمال غرب إسبانيا.

## الديموغرافيا
بلغ عدد سكان بلدية كابرالس 2.227 نسمة عام 2011 (وفقاً للمعهد الوطني للإحصاء الإسباني).
| 2.393 | 2.367 | 2.362 | 2.249 | 2.225 | 2.237 | 2.227 |